# Rumi Ochiai
Rumi Ochiai (落合 るみ Ochiai Rumi?) es una seiyū nacida el 6 de marzo de 1973 en Aichi, Japón.

## Roles interpretados
- Shaman King como Sharona.
- Z.O.E. Dolores,i como Cindy Fiorentino.
- Sonic X como Rouge.
- Naruto como Kurenai Yuhi.
- Naruto Shippūden como Kurenai Yuhi.
- Full Metal Alchemist como la mamá de Marin.
- Ragnarok como Melopsum.
- Thomas y sus amigos como Daisy y señora Kyndley.